# Museo de Arte Contemporáneo de Puerto Rico
El Museo de Arte Contemporáneo de Puerto Rico, a menudo abreviado a MACPR, es un museo de arte contemporáneo localizado en la Avenida Ponce de León, esquina Roberto H. Todd en Santurce, Puerto Rico.

## Historia
El Museo fue fundado por artistas y benefactores de la sociedad civil e incorporado como institución sin fines de lucro el 8 de octubre de 1984. En los estatutos de su corporación se establece que el destinatario de todos sus bienes y colecciones lo es el Pueblo de Puerto Rico. La visión del artista fue fundamental en la planificación del museo, conceptuado en aras de fomentar experiencias multidisciplinarias abiertas a todas las expresiones del arte y la cultura contemporánea. 
Tras su incorporación en 1984, el MACPR ofreció sus servicios en espacios públicos como Plaza Las Américas y entre oficinas amigas, hasta que en 1988 la Universidad del Sagrado Corazón le concedió gratuitamente un local provisional en el edificio Magdalena Sofía Barat. Dicha aportación significó que el MACPR pudiese destinar sus recursos a desarrollarse como institución durante 15 años. Tras muchos años en búsqueda del lugar más apropiado para establecer la sede permanente del MACPR, su directiva peticionó formalmente al gobierno la cesión del Edificio Histórico Labra. El 20 de octubre de 2002, en presencia de la Gobernadora del Estado Libre Asociado de Puerto Rico, Hon. Sila María Calderón, se firmó un contrato que le otorgó en usufructo al Museo, la utilización del Edificio Histórico Rafael M. Labra como sede permanente para sus operaciones. 

## Edificio Histórico

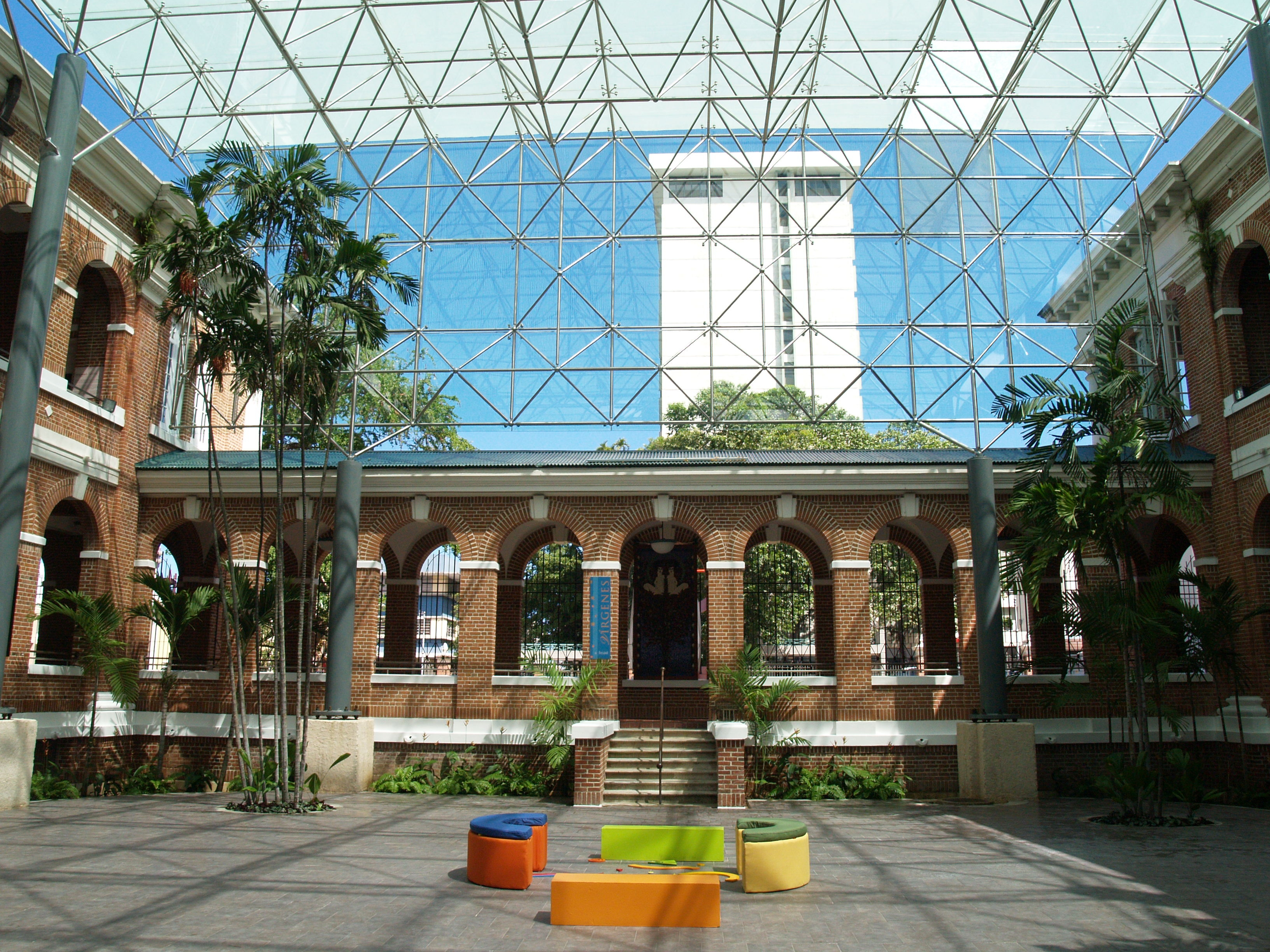
Patio Interior del Museo de Arte Contemporáneo de Puerto Rico

El Edificio Rafael M. de Labra está localizado en la avenida Juan Ponce de León, esquina avenida Roberto H. Todd en Santurce. Fue construido en 1918 como parte de un proyecto de la Comisión Paul G. Miller para la construcción de escuelas públicas en zonas urbanas. Bajo dicho proyecto, varias escuelas de estructura monumental —entre ellas la Rafael M. Labra— fueron diseñadas por el arquitecto Adrian C. Finlayson. (Ref. Architectural Record Magazine , agosto,1920). El edificio de la antigua Escuela Labra perteneció al Departamento de Instrucción Pública de Puerto Rico desde su construcción y en 1987 fue inscrito en el Registro Nacional de Lugares Históricos del Gobierno Federal de Estados Unidos. 
La estructura es de Estilo Georgiano prevaleciente durante el siglo XVIII en Inglaterra. Su restauración estuvo a cargo del arquitecto puertorriqueño Otto Reyes Casanova y la misma comenzó en 1995 hasta el 2002. Fue un proyecto de restauración delicado y complejo, que requirió una minuciosa investigación y exhaustiva labor para recuperar el estado de deterioro en que estaba y que afectó muchos de los elementos originales de la estructura.

## Colección Permanente
La Colección Permanente del MACPR, reúne piezas producidas por artistas de América Latina, el Caribe y Puerto Rico a partir de la segunda mitad del siglo XX hasta el presente a fin de colocar la obra en su contexto geopolítico y advertir posibles correspondencias estilísticas en la región. El perfil de la colección está situado conceptualmente en el empalme y la ambivalencia de lo local y lo global, de lo histórico y del arte "más nuevo", por lo que la experiencia museal es diversa y rica en contenido. Destacados artistas de Puerto Rico como Myrna Báez, Noemí Ruiz, Olga Albizu, Julio Rosado del Valle, Luis Hernández Cruz, Roberto Alberty, Nelson Sambolín, Carlos Irizarry, Carmelo Sobrino, José Morales, Haydée Landing, Arnaldo Roche Rabell, Nick Quijano, Lope Max Díaz, Antonio Navia, Carlos Collazo, Nora Rodríguez Vallés, Daniel Lind Ramos, Eric Hayden French, Carlos Ruiz Valarino, Iván Reyes, Garvin Sierra, Melvin Martínez, Víctor Vázquez, Jesús “Bubu” Negrón, José Luis Vargas y María de Mater O'Neill son parte de la colección del MAC junto a importantes artistas del Caribe como Joscelyn Gardner, Rosa Irigoyen, Zilia Sánchez, Silvano Lora, Rigoberto Quintana, Jesús Desangles, Máximo Caminero, Yolanda Fundora;  y artistas latinoamericanos como Elías Adasme, Ismael Frigerio, Mathias Goeritz, Carlos Mérida, Daniel Joseph Martínez, Anabell Guerrero, Tatiana Parcero, Viviana Zargón, Rimer Cardillo y Leonora Carrington. Las piezas adquiridas por el MAC o donadas por artistas, coleccionistas y patrocinadores, son seleccionadas por un comité en el que concurren artistas, críticos y estudiosos de las artes.

## Centro de Documentación
El Centro de Documentación "Robi Draco Rosa" cuenta con una colección de archivos documentales, fuentes primarias, catálogos, fichas y material audiovisual disponibles para la investigación. El Centro impulsa la Misión del MACPR de promover una mirada abierta al arte contemporáneo desde la perspectiva puertorriqueña, fomentando el diálogo entre los artistas y sus audiencias, entre las artes establecidas y las experimentales; y entre el pasado y el presente utilizando como referencia el estudio de su colección permanente.

## Vinculación comunitaria - Proyecto Santurce
El Proyecto Santurce: 30 años del MAC en el barrio es una iniciativa conceptualizada como el principal proyecto conmemorativo del trigésimo aniversario del MACPR con el fin de darle continuidad a los trabajos que el museo realiza en favor del rescate cultural del barrio de Santurce (San Juan-Puerto Rico).
Durante los años 2014, 2015, 2016 y 2017 el MACPR ha convocado a artistas de todas las disciplinas para interpretar críticamente el entramado histórico, económico, político y social del cual emerge Santurce. El resultado obtenido son proyectos que reflejan cómo Santurce es producto de ideologías diversas, prácticas económicas, migraciones masivas, variadas visiones de desarrollo arquitectónico, activismo comunitario y estrategias de supervivencia, entre otros aspectos. 
El Proyecto Santurce tiene distintos componentes que incluyen exhibición, proyectos comisionados y actividades de creación viva realizados en espacios públicos y de exhibición satélites. El Proyecto, además incluye un programa educativo diseñado para establecer vínculos pedagógicos y sociales con las distintas comunidades a las que sirve el museo con la intención de propiciar un diálogo fértil entre el artista y su medio social.